# Kyparissia
Kyparissia (griechisch Κυπαρισσία (n. pl.) auch Kiparissia) ist eine Stadt im westlichen Messenien in Griechenland. Seit dem 1. Januar 2011 ist sie Verwaltungssitz und ein Gemeindebezirk der Gemeinde Trifylia (Τριφυλία) und verlor damit ihren Status als eigenständige Gemeinde, der seit 1944 bestand.

## Geografie

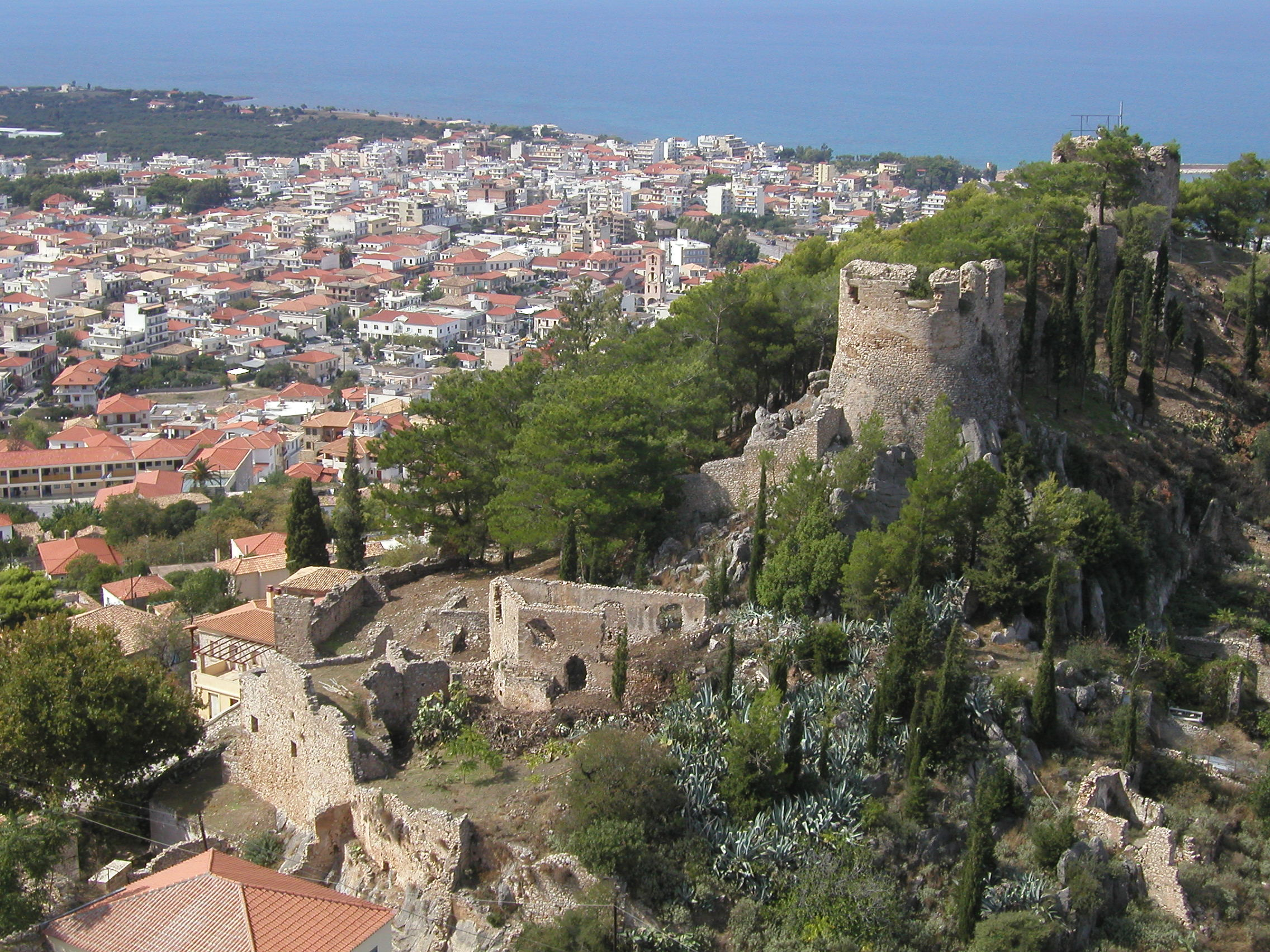
Kyparissia

Die Stadt liegt an der Küste des Ionischen Meeres zwischen dem 65 km entfernten Pyrgos im Norden und Pylos im Süden. Östlich der Stadt geht die schmale Küstenebene rasch in eine verkarstete Hügellandschaft über. Kyparissia war Hauptort der ehemaligen Provinz Tryfilia.

## Geschichte
Die Stadt entstand durch die Gründung einer antiken Festungsanlage auf einem strategisch günstig gelegenen Hügel östlich des heutigen Stadtzentrums. Von dieser Anlage sind heute keine Überreste mehr erhalten. In byzantinischer Zeit wurde an derselben Stelle eine Burg errichtet, um die sich die heute noch existierende historische Oberstadt entwickelte. Einige historische Gebäude bestehen noch heute in unmittelbarer Umgebung der Burg. Erst im 20. Jahrhundert verlagerte sich der Siedlungskern nach Westen, hinunter in die vorgelagerte Ebene. Die moderne Unterstadt mit großzügigem Hauptplatz ist heute Verkehrsknoten, wirtschaftliches Zentrum der Region und Verwaltungssitz der griechisch-orthodoxen Kirche.
Kyparissia wurde 1912 als Landgemeinde (kinotita) anerkannt und 1944 zur Stadtgemeinde (dimos) hochgestuft. Anlässlich der Verwaltungsreform 2010 wurde sie mit fünf weiteren Gemeinden zur neuen Gemeinde Trifylia fusioniert.

## Sehenswürdigkeiten
Die Stadt ist eher arm an Sehenswürdigkeiten. In der Oberstadt sind Reste der byzantinischen Festungsanlage erhalten. Der Blick von der Burganlage auf die Stadt und das Meer ist spektakulärer als die Anlage selbst. Am Hauptplatz der Unterstadt steht ein mächtiges Verwaltungsgebäude der griechisch-orthodoxen Kirche mit byzantinischen Architekturzitaten und unweit davon eine neue Kirche, die nach vielen Jahren Bauzeit noch nicht vollständig fertig ist, jedoch schon benutzt wird.

## Verkehr

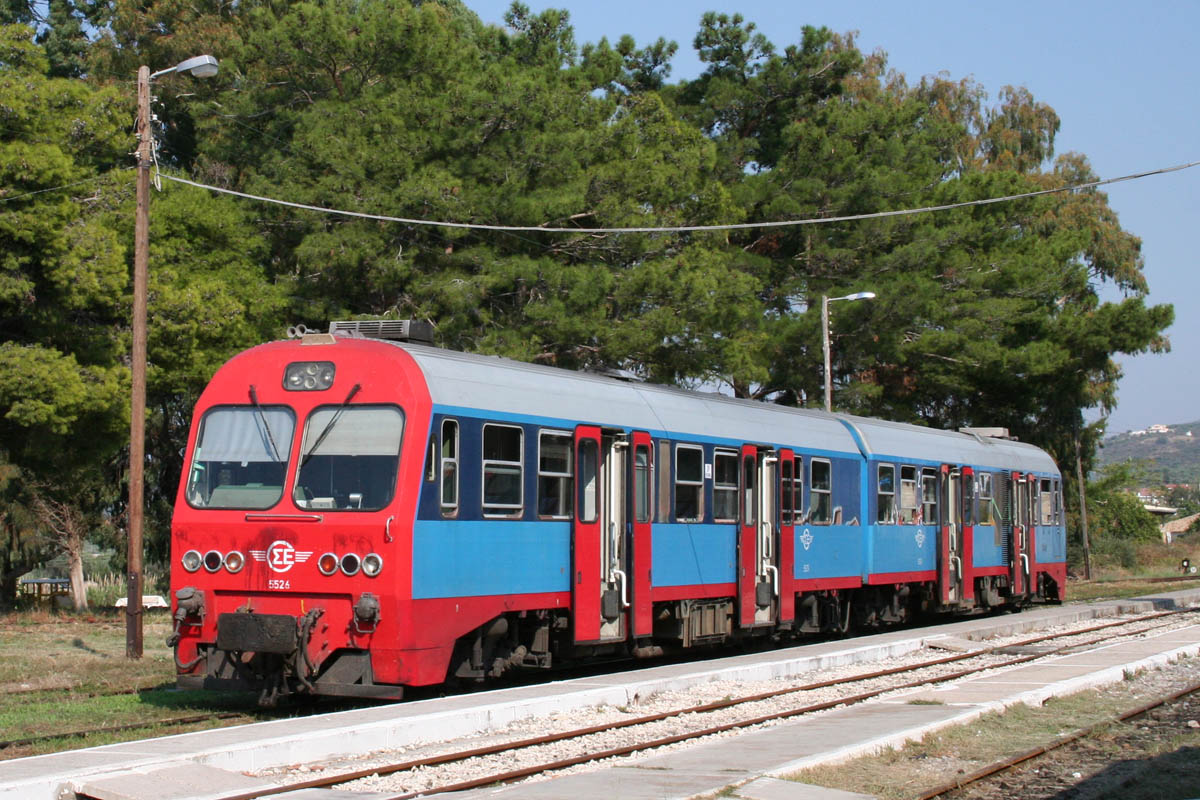
Zug im Bahnhof von Kyparissia (2007)

Die meterspurige Eisenbahn, von Patras kommend, erreichte im Jahr 1900 Kyparissia. Nachdem 1902 eine Verbindung vom nördlich des Ortes gelegenen Kalonero nach Zevgolatio und damit an die Bahnstrecke Korinth–Kalamata und nach Kalamata in Betrieb gegangen war, war der Abschnitt Kalonero–Kyparissia nur noch eine Stichstrecke zur Hauptstrecke. Dort, ebenso wie auf der Hauptstrecke, wurde der Betrieb 2011 eingestellt.
Durch Kyparissia führt die von Patras kommende Straße Ethniki Odos 9 nach Methoni.